# Ivan Buljan
Ivan Buljan (ur. 11 grudnia 1949 w Runovići) – chorwacki piłkarz, występujący na pozycji obrońcy. W trakcie swojej kariery piłkarskiej nosił przydomek Iko.

## Kariera klubowa
Buljan zaczynał w lokalnym klubiku NK Mračaj, by w roku 1967 przenieść się do drużyny Hajduka Split. W tym sezonie zagrał pierwszy i jedyny raz. Na ponowne założenie koszulki „Mistrzów znad Morza”, jak wówczas była nazywana drużyna ze Splitu, musiał poczekać aż do sezonu 1970/1971, gdzie w pierwszym składzie wystąpił 16 razy i zdobył 1 bramkę. Niedługo później znakami firmowymi Buljana stały się nieustępliwość, a także częste wypady pod bramkę rywala, co w połączeniu z dobrą techniką, niejednokrotnie kończyło się golem.
W Hajduku rozegrał 402 mecze i strzelił 58 goli. Wraz z Majstori snad mora zdobył trzy tytułu mistrza Jugosławii (1971, 1974, 1975) i 4 razy Puchar Jugosławii (1972, 1973, 1974, 1976).
W roku 1977 wyjechał do RFN, gdzie podpisał kontrakt z drużyną Hamburger SV. W Hamburgu grał do roku 1981, ogółem w Bundeslidze wystąpił 103 razy i strzelił 22 gole, a wraz z drużyną zdobył tytuł mistrza Niemiec w roku 1979. W 1981 przeniósł się do USA, gdzie występował w ekipie New York Cosmos, wraz ze swoim kolegą z reprezentacji Jugosławii Vladislavem Bogićeviciem. Rok później, w 1982 Buljan zakończył karierę sportową.
| Sezon   | Klub            | Kraj              | Rozgrywki           | Mecze | Bramki |
| ------- | --------------- | ----------------- | ------------------- | ----- | ------ |
| 1967/68 | Hajduk Split    | Jugosławia        | 1. liga Jugosławii  | 1     | 0      |
| 1968/69 | Hajduk Split    | Jugosławia        | 1. liga Jugosławii  | 0     | 0      |
| 1969/70 | Hajduk Split    | Jugosławia        | 1. liga Jugosławii  | 0     | 0      |
| 1970/71 | Hajduk Split    | Jugosławia        | 1. liga Jugosławii  | 16    | 1      |
| 1971/72 | Hajduk Split    | Jugosławia        | 1. liga Jugosławii  | ?     | ?      |
| 1972/73 | Hajduk Split    | Jugosławia        | 1. liga Jugosławii  | ?     | ?      |
| 1973/74 | Hajduk Split    | Jugosławia        | 1. liga Jugosławii  | 25    | 2      |
| 1974/75 | Hajduk Split    | Jugosławia        | 1. liga Jugosławii  | 33    | 1      |
| 1975/76 | Hajduk Split    | Jugosławia        | 1. liga Jugosławii  | 33    | 4      |
| 1976/77 | Hajduk Split    | Jugosławia        | 1. liga Jugosławii  | ?     | ?      |
| 1977/78 | Hamburger SV    | Niemcy            | Bundesliga          | 19    | 2      |
| 1978/79 | Hamburger SV    | Niemcy            | Bundesliga          | 32    | 5      |
| 1979/80 | Hamburger SV    | Niemcy            | Bundesliga          | 24    | 7      |
| 1980/81 | Hamburger SV    | Niemcy            | Bundesliga          | 28    | 8      |
| 1981/82 | New York Cosmos | Stany Zjednoczone | Major League Soccer | 17    | 3      |
| 1982/83 | New York Cosmos | Stany Zjednoczone | Major League Soccer | 16    | 2      |

## Kariera reprezentacyjna
Buljan wystąpił 1 raz w reprezentacji młodzieżowej (1973), a 36 razy i 2 gole strzelił w reprezentacji Jugosławii. Zadebiutował w niej w rozgrywanym 26 września 1973 w Belgradzie meczu przeciwko Węgrom (1:1), a ostatni występ zaliczył w wygranym 2:1 spotkaniu rozgrywanym 29 listopada 1981 w Atenach przeciwko Grecji. Wraz z reprezentacją Jugosławii uczestniczył w MŚ 1974 i Euro 1976.
- 1. 26 września 1973 Belgrad,  Jugosławia –  Węgry 1:1
- 2. 19 grudnia 1973 Ateny,  Grecja –  Jugosławia 2:4
- 3. 13 lutego 1974 Frankfurt nad Menem,  Jugosławia –  Hiszpania 1:0
- 4. 17 kwietnia 1974 Zenica,  Jugosławia –  ZSRR 0:1
- 5. 29 maja 1974 Székesfehérvár,  Węgry –  Jugosławia 3:2
- 6. 5 czerwca 1974 Belgrad,  Jugosławia –  Anglia 2:2
- 7. 13 czerwca 1974 Frankfurt nad Menem,  Jugosławia –  Brazylia 0:0
- 8. 18 czerwca 1974 Gelsenkirchen,  Jugosławia –  Zair 9:0
- 9. 22 czerwca 1974 Gelsenkirchen,  Jugosławia –  Szkocja 1:1
- 10. 26 czerwca 1974 Düsseldorf,  RFN –  Jugosławia 2:0
- 11. 30 czerwca 1974 Frankfurt nad Menem,  Jugosławia –  Polska 1:2
- 12. 3 lipca 1974 Düsseldorf,  Jugosławia –  Szwecja 1:2
- 13. 28 września 1974 Zagrzeb,  Jugosławia –  Włochy 1:0
- 14. 30 października 1974 Belgrad,  Jugosławia –  Norwegia 3:1
- 15. 16 marca 1975 Belfast,  Irlandia Północna –  Jugosławia 1:0
- 16. 31 maja 1975 Belgrad,  Jugosławia –  Holandia 3:0
- 17. 4 czerwca 1975 Sztokholm,  Szwecja –  Jugosławia 1:2
- 18. 9 czerwca 1975 Oslo,  Norwegia –  Jugosławia 1:3
- 19. 15 października 1975 Zagrzeb,  Jugosławia –  Szwecja 3:0
- 20. 19 listopada 1975 Belgrad,  Jugosławia –  Irlandia Północna 1:0
- 21. 18 lutego 1976 Tunis,  Tunezja –  Jugosławia 2:1
- 22. 24 kwietnia 1976 Zagrzeb,  Jugosławia –  Walia 2:0
- 23. 22 maja 1976 Cardiff,  Walia –  Jugosławia 1:1
- 24. 17 czerwca 1976 Belgrad,  Jugosławia –  RFN 2:4 d.
- 25. 19 czerwca 1976 Zagrzeb,  Jugosławia –  Holandia 2:3 d.
- 26. 23 marca 1977 Belgrad,  Jugosławia –  ZSRR 2:4
- 27. 30 kwietnia 1977 Belgrad,  Jugosławia –  RFN 1:2
- 28. 8 maja 1977 Zagrzeb,  Jugosławia –  Rumunia 0:2
- 29. 27 sierpnia 1980 Bukareszt,  Rumunia –  Jugosławia 4:1
- 30. 10 września 1980 Luksemburg,  Luksemburg –  Jugosławia 0:5
- 31. 27 września 1980 Lublana,  Jugosławia –  Dania 2:1
- 32. 25 marca 1981 Subotica,  Jugosławia –  Bułgaria 2:1
- 33. 29 kwietnia 1981 Split,  Jugosławia –  Grecja 5:1
- 34. 17 października 1981 Belgrad,  Jugosławia –  Włochy 1:1
- 35. 21 listopada 1981 Nowy Sad,  Jugosławia –  Luksemburg 5:0
- 36. 29 listopada 1981 Ateny,  Grecja –  Jugosławia 1:2